# Verdrag van Whampoa
Het Verdrag van Whampoa was een verdrag tussen Frankrijk en China dat in 1844 tot stand kwam.

## Achtergrond
Het verdrag was een van de serie ongelijke verdragen, die China kreeg opgelegd na de Eerste Opiumoorlog (1839-1842). Die oorlog werd beëindigd met het Verdrag van Nanking van 1842 tussen Groot-Brittannië en China. Dat verdrag eindigde het Kantonsysteem, waarbij aanwezigheid van Europese handelaren alleen werd toegestaan in Macau en het district van de Dertien Factorijen in Kanton.
Er werden een aantal andere havensteden voor Europese handelaren open gesteld. Hongkong werd Brits bezit en er werden vaste importtarieven vastgesteld. In het daarop volgende Verdrag van the Bogue in 1843 verkregen Britten in China een vorm van exterritorialiteit en Groot-Brittannië een status als meest begunstigde natie.
De Verenigde Staten verkregen een identieke overeenkomst in 1844 bij het Verdrag van Wanghia. In het verdrag van Whampoa werd dezelfde status aan Frankrijk en Franse burgers gegeven.

## Belang voor de missie en zending in China
De Franse onderhandelaar Théodore de Lagrené realiseerde zich dat op het gebied van handel, exterritorialiteit en meest begunstigde natie er voor Frankrijk geen andere resultaten te behalen waren dan die reeds in de eerdere verdragen waren overeengekomen. 
Vanwege redenen die vooral met Frans prestige te maken hadden onderhandelde hij over de positie van het christendom in China.
Vanaf 1724 was christendom in China formeel verboden. Op het Chinese platteland hadden zich rooms-katholieke gemeenschappen kunnen handhaven, ontstaan als gevolg van de missie van de jezuïeten in China van de zeventiende en achttiende eeuw. De Chinese keizer Daoguang ( r. 1820-1850) vaardigde als rechtstreeks gevolg van het verdrag van Whampoa een edict van tolerantie uit, dat het verbod op het christendom herriep en vaststelde dat ook Chinese christenen niet langer vanwege hun geloofsovertuiging vervolgd zouden moeten worden.
Het decreet werd echter door de Chinese overheid niet gepubliceerd of bekendgemaakt en had in de praktijk weinig invloed op de situatie in het grootste deel van China. In de opengestelde havensteden konden nu echter wel missionarissen en zendelingen werkzaam zijn, werd eerder geconfisqueerd eigendom van de Rooms-Katholieke Kerk teruggegeven en konden nieuwe kerken worden gebouwd.
Het verdrag gaf Frankrijk een zekere status als eerste beschermer van de belangen van de christelijke en met name rooms-katholieke missie in China gedurende de rest van de negentiende eeuw. Pas bij de Conventie van Peking van 1860 werd de mogelijkheid om in geheel China zending en missie te bedrijven geregeld.